# Schaffhouse-près-Seltz
Schaffhouse-près-Seltz település Franciaországban, Bas-Rhin megyében. Lakosainak száma 549 fő (2022. január 1.). Schaffhouse-près-Seltz Niederrœdern, Seltz és Wintzenbach községekkel határos.

## Népesség
A település népessége az elmúlt években az alábbi módon változott:
| Lakosok száma | 569  | 561  | 580  | 558  | 556  | 553  | 557  | 552  | 549  |
|               | 2013 | 2015 | 2016 | 2017 | 2018 | 2019 | 2020 | 2021 | 2022 |